# Gåstjärnen (Transtrands socken, Dalarna)
Gåstjärnen är en sjö i Malung-Sälens kommun i Dalarna och ingår i Dalälvens huvudavrinningsområde.